# Teerapat Chaichoedchu
Teerapat Chaichoedchu (thailändisch ธีรพัฒน์ ชัยเชิดชู, * 9. August 2000) ist ein thailändischer Fußballspieler.

## Karriere
Teerapat Chaichoedchu erlernte das Fußballspielen in der Jugendmannschaft von Chiangrai United. Hier unterschrieb er 2018 auch seinen ersten Vertrag. Der Verein aus Chiangrai spielte in der ersten Liga, der Thai League. Sein Erstligadebüt gab er am 12. Mai 2018 im Spiel gegen den Navy FC. Hier wurde er in der 83. Minute für Siwakorn Tiatrakul eingewechselt. 2019 wechselte er zum Drittligisten Chiangrai City FC. Für den Drittligisten absolvierte er 13 Drittligaspiele. Anfang 2020 wurde er vom Ligakonkurrenten Lamphun Warrior FC aus Lamphun unter Vertrag genommen. Mit Lamphun spielte in der Upper Region der dritten Liga. Nach dem zweiten Spieltag 2020 wurde die dritte Liga wegen der COVID-19-Pandemie unterbrochen. Nach Wiederaufnahme des Spielbetriebes im Oktober wurde die Thai League 4 und die Thai League 3 zusammengelegt. Die Warriors wurden der Northern Region zugeteilt. In der Northern Region wurde man Meister. In den Aufstiegsspielen zur zweiten Liga wurde man Erster und stieg somit in die zweite Liga auf.

## Erfolge
Lamphun Warrior FC
- Thai League 3 – North: 2020/21
- Thai League 3 – National Championship: 2020/21  ▲